# Petrus Danielis
Petrus Danielis, född 1624 i S:t Laurentii församling, Söderköping, död 2 april 1687 i Vallerstads församling, Östergötlands län, var en svensk präst.

## Biografi
Petrus Danielis föddes 1624 i S:t Laurentii församling, Söderköping. Han var son till kyrkoherden Daniel Laurentii i Vadstena församling och Ingeborg Andersdotter. Danielis blev 22 september 1646 student vid Uppsala universitet och 1655 rektor i Västerviks trivialskola. Han prästvigdes 13 juli 1656 och blev 1658 komminister i S:t Anna församling. År 1661 blev han rektor i Eksjö trivialskola. Danielis blev 1666 kyrkoherde i Rystads församling. År 1674 blev han kyrkoherde i Vallerstads församling och prost 1676. Samma år blev han kontraktsprost över Bobergs kontrakt. Danielis avled 1687 i Vallerstads församling.
Danielis gifte sig första gången 31 oktober 1656 med Maria Mattsdotter. De fick tillsammans dottern Ingeborg (död 1668).
Danielis gifte sig andra gången med Ingeborg Kellander (1643–1720). Hon var dotter till kyrkoherden Canutus Kellander och Elisabeth Hansdotter i Källa församling. Ingeborg hade tidigare varit gift med kyrkoherden Johannes Laurenius i Vallerstads församling. Danielis och Kellander fick tillsammans barnen studenten Samuel Gervallius (1676–1697) vid Uppsala universitet, Ingeborg Gervallius (1677–1746) som var gift med kornetten Johan Henric De Rogier vid Östgöta kavalleriregemente och kyrkoherden Östen Gervallius (1680–1735) i Högby församling. Barnen tog efternamnet Gervallius, som är en sammansättning av socknarna Järstad (Ger) och Vallerstad (Vallius).